# Gârla Mare
Gârla Mare è un comune della Romania di 3278 abitanti, ubicato nel distretto di Mehedinți, nella regione storica dell'Oltenia. 
Il comune è ubicato sulla riva sinistra del Danubio, a circa 80 km da Drobeta Turnu-Severin.